# Ioan Russu-Șirianu

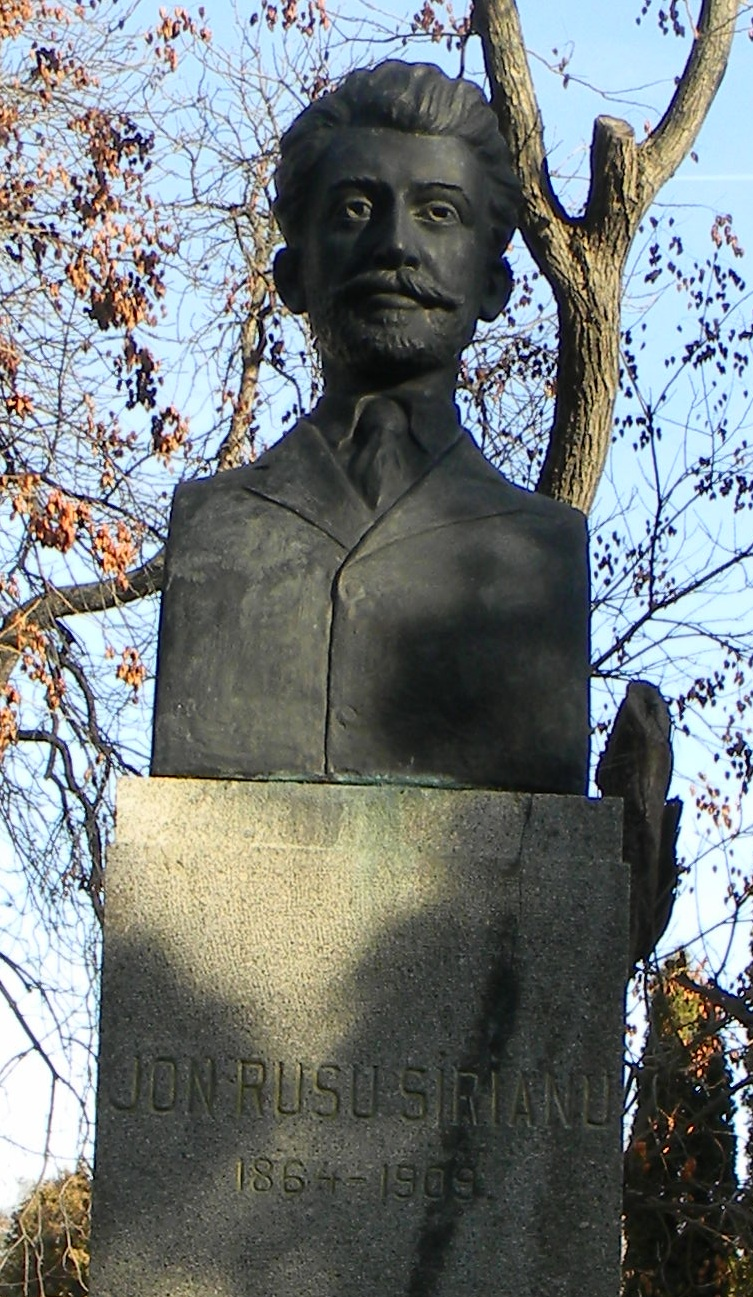
Bust Ioan Russu Sirianu

Ioan Russu-Șirianu (n. 22 iunie 1864, Șiria, comitatul Arad, d. 12 decembrie 1909, București) a fost un ziarist, scriitor, politician român, deputat în Dieta Ungariei.

## Biografia
Provine dintr-o familie de meseriași. Mama sa, Maria, a fost sora mai mare a lui Ioan Slavici.
A urmat școala primară la Șiria, după care a urmat Școala Normală din Arad. A absolvit studiile pedagogice la Pedagogiul de Stat din Deva.
După absolvirea studiilor merge la București unde devine profesor de istorie la școala pedagogică de fete, între anii 1884 și 1891. În același timp a muncit și ca redactor al ziarelor Lumina pentru toți, Românul lui Vintilă C.A. Rosetti și Voința Națională.  În anul 1891 se întoarce în Transilvania și lucrează în redacția ziarului Tribuna din Sibiu, unde devine, după retragerea lui Gheorghe Bogdan-Duică, director.
În anul 1893 întemeiază la Sibiu, împreună cu Eugen Brote și Septimiu Albini, ziarul Foaia Poporului, iar în anul 1897 înființează la Arad, împreună cu Vasile Goldiș, Tribuna Poporului. 
În anul 1894 este condamnat  la 6 luni de închisoare, pe care le ispășește la Seghedin, datorită conținutului articolelor sale publicate în ziarul Tribuna. 
Nicolae Lăzărescu din Șiria a organizat, în sat, o coletă bănească pentru a-i trimite întemnițatului. Cei 8 florini și 70 creițari au fost întregiți de către Ioan Russu-Șirianu până la 10 florini, pe care i-a trimis ziarului Tribuna din Sibiu, pentru începerea unui fond din care să se ridice o cruce pe mormântul lui Avram Iancu. Din închisoare, la 6 aprilie 1894,  îi răspunde și preotului Zaharie Milian din Dezna, care colectase și el bani, motivând de ce nu poate primi banii: iată de ce și ofertul ce mi-ai trimis l-am adăugat fondului pentru ridicarea unui monument național lui Avram Iancu. Pentru toți românii e o datorie să depună prinosul lor de recunoștință pe mormântul aceluia a cărui memorie ne e sfântă tuturora. Astfel a luat naștere ideea ridicării unui monument în memoria eroului național Avram Iancu, monument care să întruchipeze cinstirea ce se aduce de urmaș faptelor străbunilor, pe care Ioan Russu-Șirianu îl considera o icoană sfântă-piatră de hotar care amintește jertfa de sânge pe altarul sfânt al patriei al acestui fiu al pământului românesc.
După încetarea apariției ziarului Tribuna din Sibiu, la 29 aprilie 1903, ziarul Tribuna Poporului din Arad, își schimbă numele în Tribuna începând cu ianuarie 1904. Ioan Russu-Șirianu a lucrat în redacția ziarului Tribuna Poporului, iar mai apoi al Tribunei din Arad, fiind redactor, redactor responsabil și editor, până în anul 1908.
Între anii 1905 și 1906 a fost deputat în Dieta Ungariei din partea cercului electoral de la Chișineu.
A fost căsătorit cu scriitoarea Constanța Hodoș, pe care a cunoscut-o în perioada când a fost elev la școala normală maghiară, fiind chiriașul acesteia și a primului ei soț, Nicolae Marcu. În urma acestei căsătorii au rezultat doi copii, Letiția și Mircea, mort în 1916 în luptele de la Turtucaia. A doua soție a fost Lucreția, mama scriitorului Vintilă Russu-Șirianu.
În anul 1908 se întoarce la București, unde a decedat la 12 decembrie 1909.

## Opera
- Românii din Dobrițin, Sibiu, 1892
- Moara din vale, 1894 (povestiri)
- La Roma, Arad, 1903 (impresii de călătorie)
- Românii din statul ungar, București, 1904 - lucrare premiată de Academia Română[2]
- Românii de peste Carpați, 1907
- Iobăgia, 1908 (studiu istoric)
- Schițe și nuvele inedite, Vălenii de Munte, 1911
- Militărește, Brașov, 1913 (comedie)

## In memoriam
- În semn de recunoștiință, șirienii i-au ridicat la cinci ani de la trecerea în neființă, în fața bisericii ortodoxe, un bust în bronz, care a fost primul monument de artă figurativă realizat de către Constantin Bălăcescu din București. Bustul a fost mutat în parcul central din Șiria, după Al Doilea Război Mondial. Pe monument este inscripționat: țeranii români recunoscători a celui ce prin scris și grai i-a chemat la conștiință națională.
- În anul 1938 un bust i-a fost ridicat în fața Palatului Cultural din Arad, sculptor Radu Moga;
- Străzi din Arad, Timișoara și Ploiești îi poartă numele.